# سامانثا روث برابهو
سامانثا روث برابهو أو سامانثا أكينيني (في 28 أبريل 1987-) هي ممثلة هندية ولدت بتشيناي في الهند. من الجوائز التي نالتها CineMAA Awards ‏ وجائزة فيلم فير لأفضل ممثلة - تيلوغو ‏ وجائزة فيلم فير لأفضل ممثلة - تامل سنة 2012 وFilmfare Award for Best Female Debut – South ‏ وSantosham Best Actress Award ‏ وVijay Award for Best Actress ‏.

## أعمال

### أفلام
- (2013) رامايا فاسثافايا

## جوائز
- CineMAA Awards [الإنجليزية]‏
- جائزة فيلم فير لأفضل ممثلة - تيلوغو [الإنجليزية]‏
- جائزة فيلم فير لأفضل ممثلة - تامل (2012)
- Filmfare Award for Best Female Debut – South [الإنجليزية]‏
- Santosham Best Actress Award [الإنجليزية]‏
- Vijay Award for Best Actress [الإنجليزية]‏

## وصلات خارجية
- سامانثا روث برابهو على موقع IMDb (الإنجليزية)
- سامانثا روث برابهو على موقع قاعدة بيانات الأفلام العربية
- سامانثا روث برابهو على موقع ميوزك برينز (الإنجليزية)
- سامانثا روث برابهو على موقع أول موفي (الإنجليزية)
- سامانثا روث برابهو على موقع قاعدة بيانات الفيلم (الإنجليزية)
- سامانثا روث برابهو على موقع كينوبويسك (الروسية)